# Convention relative à l'obligation de diligence des banques
 (août 2019).
La Convention relative à l'obligation de diligence des banques (CDB 16) est un code de conduite pour les établissements de crédit en Suisse et traite des questions relatives à l'utilisation prudente des fonds qui leur sont confiés.

## Finalités
La Convention relative à l'obligation de diligence des banques suisses (CDB) vise à préserver le renom de la place financière suisse sur les plans nationaux et internationaux, à concrétiser les obligations de diligence applicables en droit bancaire et à contribuer efficacement à la lutte contre le blanchiment d’argent et le financement du terrorisme.

## Champ d‘application
Sont soumis à la Convention les banques et les négociants en valeurs mobilières pour tous leurs comptoirs situés en Suisse, mais pas leurs succursales, représentations et filiales à l’étranger (art. 1 CDB). 

## Caractère légal
La Suisse dispose d'une réglementation stricte en matière de lutte contre le blanchiment d'argent et le financement du terrorisme. La Convention relative à l‘obligation de diligence des banques a été publiée par l'Association suisse des banquiers (ASB) sous forme d'autorégulation (actuellement CDB16 ; la CDB20 entrera en vigueur le 1er janvier 2020). 
Le Code de la CDB a pour clarifier certaines obligations de diligence réglementées de la Loi fédérale sur la lutte contre le blanchiment d'argent et le financement du terrorisme (art. 3-5 LBA) ainsi que la notion de diligence requise par les circonstances lors de l'acceptation de biens selon l'art. 305ter du Code pénal suisse (art. 2 CDB).

## Table de matières de la CDB
Depuis 1977, la CDB définit les obligations des banques en ce qui concerne l'identification du cocontractant et la détermination du détenteur du contrôle ou du bénéficiaire effectif. Elle interdit également les aides actives à la fuite des capitaux ou à l'évasion fiscale.
1. Introduction (art. 1-3 CDB)
2. Vérification de l’identité du cocontractant (art. 4–19 CDB)
3. Identification de l’ayant droit économique de personnes morales et de sociétés de personnes exerçant une activité opérationnelle (art. 20–26 CDB)
4. Identification de l’ayant droit économique des valeurs patrimoniales (art. 27–42 CDB)
5. Délégation et surveillance (art. 43–46 CDB)
6. Interdiction de l’assistance active à la fuite de capitaux (art. 47–52 CDB)
7. Interdiction de l’assistance active à la soustraction fiscale et à des actes analogues (Art. 53–57 CDB)
8. Dispositions relatives à l’audit et à la procédure (art. 58–68 CDB)
9. Dispositions finales (art. 69-70 CDB)

## Violations des règles (Art. 58–67 VSB)
Les art. 58 à 67 CDB sont applicables par la signature de la banque (art. 58 CDB). 
Les bureaux d'audit requis par la loi bancaire sont chargés de vérifier le respect de l'accord par les banques. Des enquêteurs spéciaux et une commission de surveillance de la CDB évaluent les violations. En cas d'infraction à la déontologie, la banque fautive peut se voir infliger une amende contractuelle d'un montant maximal de 10 millions de francs, que l'ASB reversera ensuite à une œuvre de bienfaisance.

## Principales nouveautés de la CDB 20[2]
- Opérations de caisse: le montant déterminant pour la vérification de l’identité du cocontractant a été ramené de CHF 25 000 à CHF 15 000.
- Ouverture de compte en l’absence d’une documentation complète: la CDB 20 renforce la règle selon laquelle un compte ne peut être ouvert que si l’ensemble des données et documents requis pour la vérification de l’identité du cocontractant ainsi que pour l’identification du détenteur du contrôle et de l’ayant droit économique ont été obtenus. Au bout de 30 jours, faute d’être en possession de ces données et documents, la banque bloque le compte pour toutes les entrées et sorties de fonds et de valeurs. Dès lors que les données et/ou documents manquants ne peuvent être fournis, elle est tenue de mettre un terme à la relation d’affaires.
- Identification par vidéo et en ligne: la circulaire «Identification par vidéo et en ligne » de la FINMA a été intégrée formellement dans la CDB.
- Procédure sommaire devant la Commission de surveillance: les dispositions relatives à la procédure sommaire ont été mises à jour.